# Гвоздев, Павел Александрович
Павел Александрович Гвоздев (1815—1851) — русский поэт; офицер Русской императорской армии.

## Биография
Павел Гвоздев родился 13 января 1815 года в имении отца, селе Орленке Тимского уезда Курской губернии; сын отставного гвардии капитана Александра Васильевича от брака его с Екатериной Ильиничной Тиньковой.
Поступив в школу гвардейских подпрапорщиков и кавалерийских юнкеров, Гвоздев был любимцем великого князя Михаила Павловича за находчивость, смелость, остроумие и умение отпарировать его шутки. Здесь 22 февраля 1837 года он написал стихотворение «Зачем порыв свой благородный» в ответ на стихи Михаила Лермонтова «На смерть Пушкина». Через месяц после этого Гвоздев был вынужден оставить школу: получив от одного из воспитателей несправедливое, по его мнению, замечание, он назвал воспитателя вполголоса подлецом; под влиянием убеждений директора, обещавшего сохранить в тайне признание Гвоздева, он сознался в своей вине. Директор донес о проступке Гвоздева до сведения высшего начальства, и Гвоздев из подпрапорщиков Егерского лейб-гвардии полка «за ослушание против начальства» переведен был тем же чином на Кавказ в Навагинский пехотный полк, с тем чтобы прослужил три месяца в звании рядового, и был представлен в офицеры по прослужив три года юнкером. К этому времени относится его стихотворение, написанное 20 марта 1837 года: «Я жертвой пал людей ничтожных».
За экспедицию 1838 года под командованием генерала Головина (десант при Шапсухо 10 июля и рубку леса 22 июля для строительства Тенгинского укрепления) Н. Н. Раевский представил Гвоздева в прапорщики, но в штабе отдельного Кавказского корпуса не дали хода представлению, так как не прошло ещё трёх лет со дня перевода его из гвардии и, сверх того, он оказался переведенным из Кавказского корпуса.
По выходе в отставку из военной службы Гвоздев поступил на службу в канцелярию Морского министерства Российской империи, начальником которой был его родной брат Александр, не оставив при этом свою страсть к поэзии.
Павел Александрович Гвоздев умер в 1851 году «от разлития желчи».
В «Русской старине» (№ 10 за 1896 год) были напечатаны оба вышеупомянутых стихотворения, а также позднейшее: «Из Байрона». Стихотворение, вызванное гибелью на дуэли Александра Пушкина, кроме того, перепечатано в сборнике В. В. Каллаша: «Puschkiniana. Материалы и исследования об А. C. Пушкине» (выпуск II, Киев, 1903 год, стр. 111—113). В. П. Бурнашев приводит в своих воспоминаниях («Русский архив», 1872 год) четверостишие, которое написано Гвоздевым по поводу стихотворения графини Е. П. Ростопчиной «Насильный брак» (по Владимиру Бурнашеву — «Барон», т.к. стихотворение неявно сравнивает императора Николая со старым бароном), напечатанного в «Северной пчеле» Фаддея Булгарина(1846 год, № 284) и вызвавшего широкий резонанс:

Шутить я не привык,

Я сам великий барин, 

И за дерзкий свой язык 

Заплатит... Булгарин.